# Greco-brasileiro
Greco-brasileiro é um brasileiro de completa ou parcial ancestralidade grega, ou um grego residente no Brasil. O Brasil possui aproximadamente cinquenta mil greco-brasileiros.

## Grego-brasileiros notáveis
- Constantino Tsallis, físico
- Bruna Griphao, atriz brasileira
- Agildo Ribeiro, humorista
- Demetre Anastassakis, arquiteto e urbanista